# Madone de Borgo San Lorenzo
La Madone de Borgo San Lorenzo (en italien, Madonna col Bambino di Borgo San Lorenzo, soit la Vierge à l'Enfant de Borgo San Lorenzo) dite de Omobono  ou Madonna Nera, est un fragment de peinture a tempera, sur fond d'or sur panneau de bois, attribuée au peintre  Giotto di Bondone, datée des environs de 1290-1295 et conservée à la Pieve San Lorenzo à Borgo San Lorenzo. Bien que son attribution au maître ne soit pas tout à fait certaine, il est probable qu'il s'agisse d'une des plus anciennes œuvres du maître, peinte alors qu'il était âgé d'environ vingt ans.

## Histoire
Le tableau, une Vierge en majesté, était placé dans une niche d'autel de l'oratoire de la compagnie de Sant'Omobono, située en face de la pieve.
Ses couleurs étaient tant assombries par la saleté que dans les guides du début du XIXe siècle il était mentionné en tant que immagine bizantina, dal volto morato (« image byzantine au visage basané »).
Entre 1982-1984, le tableau est restauré  par l'Opificio delle pietre dure de Florence qui découvre sa qualité picturale en relevant des données techniques qui ont permis, grâce à aux  études suivantes, de rapprocher le fragment  d'autres œuvres comme le Crucifix de Santa Maria Novella et la Madonna de San Giorgio alla Costa.
Luciano Bellosi, en 1985, est le premier à attribuer le tableau à Giotto. L'attribution est confirmée à l'occasion de l'exposition Capolavori e Restauri mais ne fait pas l'unanimité.

## Sujet
Le sujet du tableau est celui de La Vierge à l'Enfant ou Madone, un thème récurrent en peinture et en sculpture religieuses, renvoyant à la Nativité du Christ et à la maternité de la Vierge Marie.

## Description
L'œuvres qui est un fragment d'une Vierge en majesté, représente une Vierge à l'Enfant qu'elle tient dans ses bras : Ici, l'enfant que l'on devine dans les bras de la vierge a pratiquement disparu à cause de la mauvaise conservation. On remarque cependant ses deux avant bras, sa main caressant le visage de la Vierge, l'autre tenant l'index de sa main gauche. Ceci reprend le thème byzantin de la Vierge Glikophilousa, déjà utilisé par  Cimabue, dans la Madonna di Castelfiorentino.

## Analyse
Dans le tableau de Giotto, la scène est encore plus tendre et familière par la façon dont la petite main tient le doigt de la mère selon l'accentuation de la dite poetica degli affetti qui a caractérisé l'école toscane par rapport aux modèles byzantins.
On note déjà un effet de volume assez prononcé et un espace typique des œuvres de Giotto, avec des influences de l'école romaine du XIVe siècle, probablement assimilées à l'occasion d'un premier voyage à Rome à la suite de son maître Cimabue.
Les yeux sont allongés et le visage expressif démontrent l'influence de Cimabue montrant des similitudes avec la Madonna de San Giorgio alla Costa pour les lignes du visage, les mains longues et délicates, le drapé délicat et le bord doré de la veste.

## Sources
- (it) Cet article est partiellement ou en totalité issu de l’article de Wikipédia en italien intitulé « Madonna di Borgo San Lorenzo » (voir la liste des auteurs).